# Asterinides
Asterinides is een geslacht van zeesterren uit de familie Asterinidae.

## Soorten
- Asterinides folium (Lutken, 1860)
- Asterinides hartmeyeri (Döderlein, 1910)
- Asterinides pilosa (Perrier, 1881)
- Asterinides pompom (A.M. Clark, 1983)